# Ladislav Přenosil
Ladislav Přenosil (23. prosince 1893, Příšovice – 30. září 1965, Turnov) byl český designér, glyptik, sochař, sklářský výtvarník a pedagog. Spolu s Aloisem Metelákem, Jaroslavem Brychtou a Zdeňkem Junou je považován za zakladatele Střední uměleckoprůmyslové školy sklářské, Železný Brod.

## Život
Ladislav Přenosil absolvoval Odbornou školu šperkařskou v Turnově v kamenoryteckém oddělení. V letech 1911-1914 studoval na Uměleckoprůmyslové škole v Praze sochařství u prof. Stanislava Suchardy a glyptiku u prof. Josefa Drahoňovského. Roku 1914 měl nastoupit jako pedagog na šperkařskou školu v Turnově, ale po vypuknutí války byl povolán do rakouskouherské armády. Na východní frontě roku 1915 padl do ruského zajetí. Podařilo se mu uplatnit své sochařské školení a nalezl zde i svou budoucí manželku. Později vstoupil do československých legií a roku 1921 se přes Vladivostok, Havaj a Panamu vrátil domů. Po válce pokračoval ve studiu v letech 1921-1922 na UPŠ v Praze u prof. Josefa Drahoňovského. Původně chtěl pracovat jako keramik v Bechyni, ale díky svému vzdělání, které kromě rytí kamenů zahrnovalo i sochařství, kovorytectví a výrobu forem pro mačkání skla, uspěl v konkursu na místo v nově založené železnobrodské uměleckoprůmyslové sklářské škole. Po zaškolení v Novém Boru zde od roku 1922 působil jako dílovedoucí v oddělení rytí skla. První rytecká dílna byla zřízena na přelomu let 1921/1922 v domě, který byl později zbourán kvůli stavbě Sokolovny. Ve škole byly rytecké stroje instalovány roku 1926.
Roku 1926 byl na studijním pobytu u prof. Wilhelma von Eiffa na Uměleckoprůmyslové škole ve Stuttgartu. Osvojil si zde techniku reliéfní rytiny a seznámil se s metodou rytí na plochém skle pomocí kotoučů na ohebné hřídeli. Seznámil se zde také s ředitelem školy G.E. Pazaurkem, který později věnoval sbírku skla pražskému Uměleckoprůmyslovému muzeu. Během svého pedagogického působení podnikl studijní cesty do Francie, Holandska, Švédska a Itálie. Jeho školením prošlo kolem 40 rytců skla, jejichž další životní osudy sledoval a zaznamenával. Roku 1939 se přihlásil do konkurzu na místo ředitele šperkařské školy v Turnově, ale přednost dostal jeho kolega Juna.
Roku 1941 byl jako bývalý legionář německou správou nuceně penzionován a jeho úvazek převzal Božetěch Medek. Za Ladislava Přenosila bezvýsledně orodoval ředitel školy Alois Metelák u prezidenta Háchy. Za války Přenosil spolupracoval s místní sklářskou firmou Františka Halamy, pro kterou modeloval formy na lisované sklo. Pro stejnou firmu vytvořil před únorem 1948 čtyři okna s náboženskými motivy pro kostel v Telgártu na Slovensku.
Po druhé světové válce byl rehabilitován a vyzván, aby se vrátil do Uměleckoprůmyslové školy sklářské v Železném Brodě, ale místo pedagoga rytí skla bylo obsazeno. Neúspěšně žádal na Ministerstvu školství o místo profesora na některé umělecké škole v Praze a nakonec až do roku 1958 vyučoval modelování, odborné kreslení a ruštinu na železnobrodské SUPŠS. Po penzionování až do své smrti kreslil, maloval a modeloval. Jeho oblíbenými motivy byly portréty, ženské akty a koně. Zemřel 30. září 1965 v Turnově.

### Ocenění
- 1925 Diplome d ´honneur za ryté sklo, Exposition internationale des arts décoratifs et industriels modernes, Paříž[11]

## Dílo

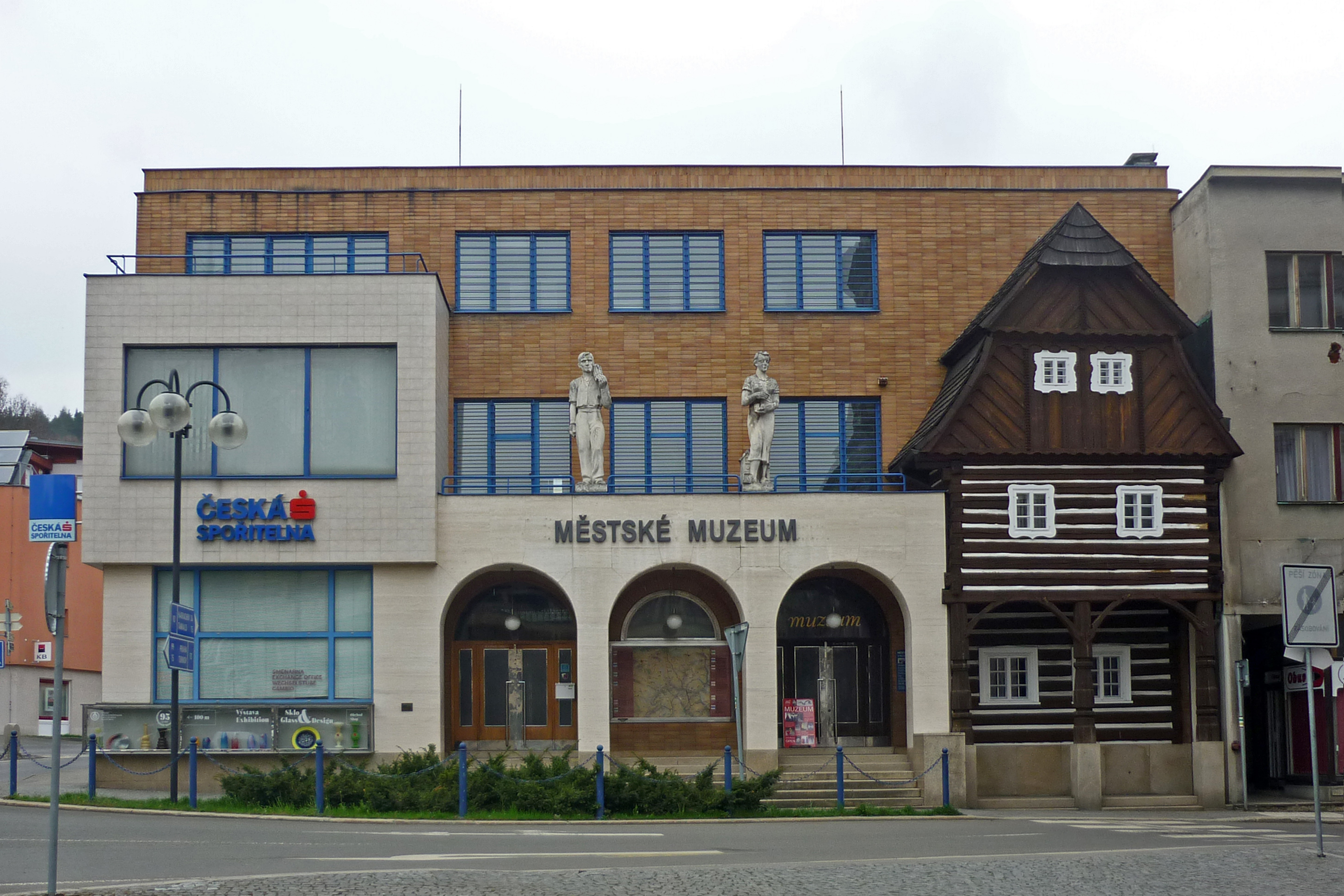
Městské muzeum Železný Brod

Ve 20. letech byl Ladislav Přenosil ve své tvorbě ovlivněn stylem Art deco. Zpočátku ryl návrhy prof. Josefa Drahoňovského, např. vázu na paměť Všesokolského sletu roku 1926 určenou pro T. G. Masaryka. Jeho vlastní výtvarný názor se ale lišil od vzorů prof. Drahoňovského a bližší mu byla např. energická kresba Mikoláše Alše nebo motivicky i kompozičně odlišná švédská rytina.
Ladislav Přenosil ovládal techniku ploché a zejména nízké reliéfní rytiny, negativní i pozitivní, ručovanou nebo tečkovanou diamantem. Jeho vlastní náměty byly většinou lyricky pojaté výjevy z venkovského života a ženské akty. Byl tvůrcem rytých a broušených pohárů pro významná výročí a životní jubilea, sportovních cen a soukromých nebo oficiálních darů (pohár s motivy Železného Brodu pro ministra obchodu J. Matouška, 1933, Pohár s Mosteckou věží pro francouzského ministra obchodu, 1937, Jubilejní pohár Republiky, 1938). Dával přednost jednoduché, nepříliš pracné, levné a snadno prodejné rytině. Kombinoval rytí na mědi a kamínku s ručováním a později užíval i pískování. Metodu pískování vyvinul ing. Max Tischer koncem 20. let v Kamenickém Šenově. Železnobrodská škola získala první pískovací stroj roku 1933 a v následujícím roce zde vznikly první pískované a ryté vázy. Přenosil ale pískování chápal především jako přípravu k rytí, které stopy pískování postupně překrylo. Školní roční produkce rytého skla stoupla od 300 položek v letech 1927/1928 na dvojnásobek v následujícím školním roce a až těsně před válkou klesla na desítky položek.
Reliéfní rytiny prof. Přenosila a jeho žáků ze 30. a počátku 40. let zahrnují jako náměty exotické krajiny a zvířata, letící ptáky, ryby, jeleny, gazely, venkovské motivy se žnečkami a ženci, oráči, pasáčky, dělníky, rybáře, muzikanty, poutníky, ponocné, vlastenecké a legionářské motivy (sv. Václav, Jan Žižka, Republika, legionáři), náboženské motivy s Madonou, Zvěstováním, Ukřižováním, sv. Jiřím, alegorie ročních dob a vesmíru, mytologické postavy (Diana, Merkur) ad.
Přenosil spolupracoval také s arch. Josefem Metelákem, který navrhoval moderní funkcionalistické tvary skla. Kromě rytectví se věnoval i glyptice a byl sochařem. Jeho pískovcová socha Spořivost zdobí průčelí městského muzea (bývalé Městské spořitelny z roku 1936) v Železném Brodě.

### Sochařské dílo L. Přenosila
- reliéf pro Památník svobody na hřbitově, Železný Brod
- pamětní desky legionářů, radnice Železný Brod
- reliéf s legionáři pro pomník T.G. Masaryka, Železný Brod
- socha Spořivost, Městská spořitelna Železný Brod

### Studenti L. Přenosila (výběr)
- Božetěch Medek (1926–1929)
- Jindřich Tockstein (1929–1932)
- Vladimír Linka (1933–1936)
- Miroslav Plátek (1937–1940)
- Adolf Matura (1938–1940)
- Pavel Hlava (1939–1941)
- Zdeněk Kolářský (1947–1951)